# Fauna do Ceará

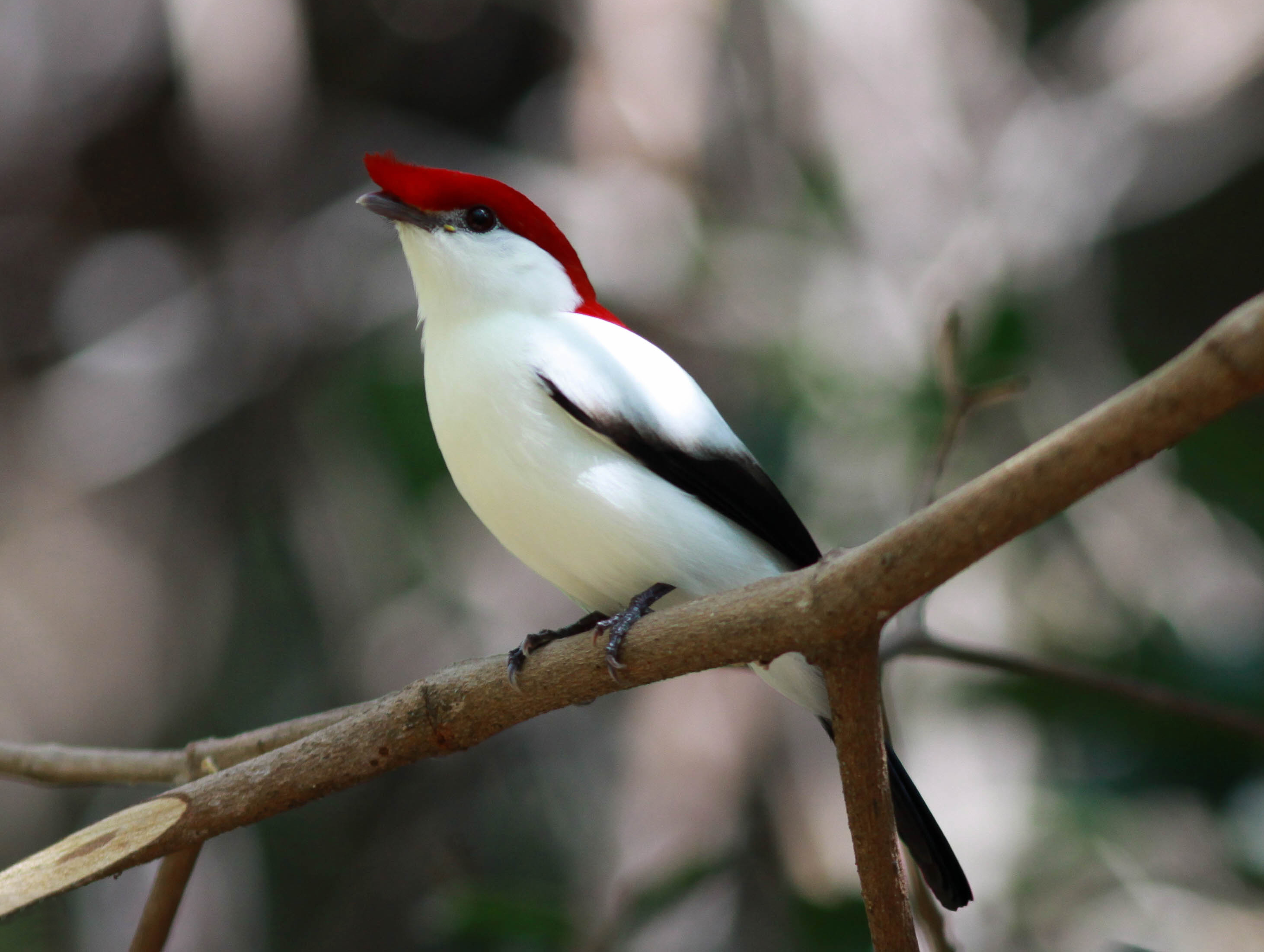
Soldadinho do Araripe, ave característica do Ceará.

A Fauna do Ceará é característica do sertão nordestino, com espécimes variados adaptados às condições climáticas locais.

## Características
A fauna do estado é muito rica e o Ceará se tornou o primeiro estado do Brasil a ter um inventário de fauna local, com presença de 2593 espécies de invertebrados e 1275 espécies de vertebrados, incluindo 502 peixes, 443 aves, 140 mamíferos, 133 répteis e 57 anfíbios. As aves possuem grande papel cultural no Ceará, o próprio nome do estado significa "O canto da Jandaia". Entre os pássaros da região estão o Uirapuru-Laranja, a Ema, o Curió, o Bem-Te-Vi, o Urubu-Rei e outros.  Entre os mamíferos estão a Paca, o Veado-Catingueiro, o Tamanduá-Mirim e em algumas regiões do estado havia presença de Antas, Tatu-Canastras, Onças-Pintadas e Onças-Pardas, mas estão quase extintos devido a caça por fazendeiros e sertanejos ao longo da brusca história de colonização no estado. O litoral cearense também é rico em fauna, contando com muitas espécies de peixes, corais e baleias. Também possuiu um núcleo do Projeto TAMAR, próximo uma região indígena do povo Tremembé, no município de Itarema, devido a costa cearense ser um importante local de encontro da Tartaruga-de-Pente.
O Soldadinho-do-Araripe é uma pequena ave exclusiva da Chapada do Araripe, uma das regiões mais ricas em fósseis do Brasil. A ave só foi descoberta em 1996 e logo foi registrada como uma espécie em risco de extinção.
A fauna cearense também é notável na etimologia e nomeclatura dos municípios locais: Meruoca, Coreaú, Uruoca, Tururu, Cascavel, Jijoca de Jericoacoara, Ararendá, Acarape, Jati, além das cidades nomeadas pelo Rio Acaraú (Rio das garças): Acaraú e Santana do Acaraú e as cidades nomeadas pelo Rio Jaguaribe (Rio das onças): Jaguaruana, Jaguaribe, Jaguaretama, Jaguaribara e São João do Jaguaribe.

## Histórico
O Ceará, ao longo dos séculos, tem desempenhado um papel crucial no estudo e na compreensão da fauna brasileira. Desde o século XVII, naturalistas de destaque, provenientes de várias partes do mundo, têm explorado esse território rico em biodiversidade. Francisco Dias da Rocha, um cearense notável, destacou-se como pioneiro nas compilações e estudos sobre os animais silvestres do estado durante o período que abrange o início até a metade do século passado.[carece de fontes?]
O legado de Rocha foi passado de geração em geração, e outros grandes naturalistas seguiram seus passos, com destaque para o Professor Melquíades Pinto Paiva. Este último continuou a obra iniciada por Dias da Rocha, contribuindo significativamente para o conhecimento e preservação da fauna cearense.
Mais de seis décadas após os esforços iniciais de Rocha, o legado está vivo e forte, graças aos esforços contínuos de pesquisadores vinculados a instituições renomadas, como UECE, UFC, IFCE, URCA, UVA, UFCA e Aquasis.

## Inventário da Fauna do Ceará
Um marco notável nesse compromisso com a pesquisa e conservação é o lançamento do primeiro Inventário da Fauna do Ceará. Esse abrangente inventário, elaborado sob a liderança de especialistas e pesquisadores, oferece uma visão detalhada e atualizada da diversidade biológica do estado. Não se limitando apenas aos vertebrados, o inventário inclui uma análise minuciosa dos invertebrados, proporcionando uma compreensão abrangente da riqueza ecológica do Ceará.
Na data de seu lançamento em fevereiro de 2021, o estudo sobre vertebrados apresentou 1275 espécies documentadas, incluindo 140 mamíferos (115 continentais e 25 marinhos), 133 répteis, 57 anfíbios, 443 aves e 502 peixes (400 marinhos e 102 continentais). Em agosto de 2021, o Inventário da Fauna de Invertebrados foi lançado, registrando aproximadamente 2.593 espécies. Assim, a Fauna do Ceará revela uma diversidade impressionante, totalizando pelo menos 3868 espécies de animais. Cada grupo possui listas individuais que são continuamente atualizadas à medida que novas espécies são descobertas ou renomeadas.

## Caatinga
A caatinga, único bioma exclusivamente brasileiro, ocupa cerca de 10% do território nacional, situando-se no nordeste do país. No entanto, enfrenta sérios desafios de preservação, com aproximadamente 80% da caatinga já alterada, sendo considerada um dos ecossistemas mais degradados do planeta. A preservação desse bioma torna-se crucial devido à devastação causada por ações humanas, como caça, queimadas e desmatamento, além das mudanças climáticas. Essas atividades resultam no desaparecimento de espécies vegetais e animais, incluindo aquelas endêmicas, levando ao desequilíbrio do ecossistema.
A caatinga, rica em biodiversidade, abriga aproximadamente 327 espécies endêmicas, exclusivas desse local. Estudos indicam a presença de 13 espécies de mamíferos, 23 de lagartos, 20 de peixes e 15 de aves típicas desse bioma. A diversidade da caatinga é evidenciada por registros de 178 espécies de mamíferos, 591 de aves, 177 de répteis, 79 de anfíbios, 241 de peixes e 221 de abelhas, segundo o Ministério do Meio Ambiente. No entanto, o bioma enfrenta desafios significativos, com 136 espécies ameaçadas e 46 espécies endêmicas ameaçadas de extinção, conforme relatado pelo Instituto Chico Mendes de Conservação da Biodiversidade em 2016. Além disso, a caatinga é particularmente afetada pelo tráfico de animais.